# Kenjirō Okada
Kenjirō Okada (岡田 堅二朗 Okada Kenjirō?) es un director y guionista gráfico de anime japonés mejor conocido por dirigir Sangatsu no Lion.

## Carrera
Okada comenzó en la industria del anime como asistente de producción de Zoids: Genesis en 2005 en Group TAC. Durante varios años, Okada trabajó en esta capacidad y en 2007 fue ascendido a gerente de producción en Nenbutsu Monogatari (estrenado en 2008). Dos años después, en 2010, debutó como director de episodios en el episodio 124 de Hana Kappa. Ese año, sin embargo, Group TAC se declaró en quiebra y Okada tuvo un breve período en Studio CJT (fundado por exmiembros de Group TAC) como productor, pero ese mismo año se convirtió en director autónomo. En 2012, se asoció con Shaft e hizo su debut en el estudio en el segundo episodio de Nekomonogatari: Kuro. Durante los siguientes 4 años, participó en varias producciones de Shaft como director de episodios y guionista gráfico, y en 2016 hizo su debut como director de series con el estudio en Sangatsu no Lion, que recibió críticas positivas de paerte de los críticos. Okada trabaja ocasionalmente con otras empresas, pero la mayor parte de su producción sigue estando en Shaft.

### Estilo
En una entrevista entre él y su colega de Shaft, Hajime Ōtani, se les pidió a ambos que describieran los estilos y procesos de cada uno como directores. Al comentar sobre su propio estilo, Okada afirmó que prestó más atención a atraer a los fans de las obras que estaba adaptando y a las expectativas del autor original, a lo que Ōtani apoyó y admiró.

## Trabajos

### Series de televisión
Destaca papeles con funciones de dirección de series.
     Destaca roles con tareas de asistente de dirección o supervisión.
| Año  | Título                                             | Director(es)                                                              | Estudio                                  | Funciones | Refs.                              |
| ---- | -------------------------------------------------- | ------------------------------------------------------------------------- | ---------------------------------------- | --- | ---------------------------------- |
| 2005 | Zoids: Genesis                                     | Kazunori Mizuno                                                           | Shogakukan Music & Digital Entertainment | Subgerente de producción (#32)                                                                                 | [ 1 ]                              |
| 2006 | Otogi-Jūshi Akazukin                               | Takaaki Ishiyama                                                          | Madhouse                                 | Subgerente de producción (#23, 29, 37)                                                                         | [ 7 ]                              |
| 2009 | Kimi ni Todoke                                     | Hiro Kaburagi                                                             | Production I.G                           | Animador intermedio (#10)                                                                                      | [ 8 ]                              |
| 2010 | Hanakappa                                          | Kazumi Nonaka                                                             | XEBEC OLM                                | Director de episodios (#124, 149)                                                                              | [ 9 ]                              |
| 2012 | Tsuritama                                          | Kenji Nakamura                                                            | A-1 Pictures                             | Director de episodio (#10)                                                                                     | [ 10 ]                             |
| 2012 | Shin Sekai Yori                                    | Masashi Ishihama                                                          | A-1 Pictures                             | Director de episodio (#20)                                                                                     | [ 11 ] [ 12 ]                      |
| 2012 | Nekomonogatari: Kuro                               | Akiyuki Shinbo Tomoyuki Itamura                                           | Shaft                                    | Director de episodio (#2)                                                                                      | [ 13 ]                             |
| 2012 | Picchipichi Shizuku-chan                           | Kazumi Nonaka                                                             | Asahi Production                         | Productor | [ 2 ]                              |
| 2013 | Sasami-san@Ganbaranai                              | Akiyuki Shinbo                                                            | Shaft                                    | Director de episodio (#10)                                                                                     | [ 14 ]                             |
| 2013 | Monogatari Series: Second Season                   | Akiyuki Shinbo Tomoyuki Itamura Naoyuki Tatsuwa (#6–9) Yūki Yase (#14–17) | Shaft                                    | Director de episodios (#1, 4, 12, 18, 23) Asistente de dirección de episodio (#3) Segundo animador clave (#23) | [ 15 ] [ 16 ] [ 17 ]               |
| 2013 | Gatchaman Crowds                                   | Kenji Nakamura                                                            | Tatsunoko Production                     | Director de episodio (#10)                                                                                     | [ 18 ]                             |
| 2014 | Buddy Complex                                      | Yasuhiro Tanabe                                                           | Sunrise                                  | Director de episodio (#11)                                                                                     | [ 19 ]                             |
| 2014 | Tonari no Seki-kun                                 | Yūji Mutō                                                                 | Shin-Ei Animation                        | Director de episodios (#3-4, 7-8, 11-12, 17-20) Director de unidad                                             | [ 20 ]                             |
| 2014 | Captain Earth                                      | Takuya Igarashi                                                           | Bones                                    | Director de episodio (#19)                                                                                     | [ 21 ]                             |
| 2014 | Mekakucity Actors                                  | Akiyuki Shinbo Yūki Yase                                                  | Shaft                                    | Director de episodio (#3)                                                                                      | [ 22 ]                             |
| 2014 | Hanamonogatari                                     | Akiyuki Shinbo Tomoyuki Itamura                                           | Shaft                                    | Director de episodios (#1, 4) Guionista gráfico (#4)                                                           | [ 23 ] [ 24 ]                      |
| 2014 | Tsukimonogatari                                    | Akiyuki Shinbo Tomoyuki Itamura                                           | Shaft                                    | Director de episodio (#2)                                                                                      | [ 25 ]                             |
| 2015 | Kaitō Joker 2nd Season                             | Yukiyo Teramoto                                                           | Shin-Ei Animation                        | Director de episodios (#17, 21, 25)                                                                            | [ 26 ]                             |
| 2015 | Nisekoi:                                           | Akiyuki Shinbo Yukihiro Miyamoto                                          | Shaft                                    | Director de episodios (#2, 11) Guionista gráfico (#2, 12)                                                      | [ 27 ] [ 28 ]                      |
| 2015 | Owarimonogatari                                    | Akiyuki Shinbo Tomoyuki Itamura                                           | Shaft                                    | Director de episodios (#7, 13)                                                                                 | [ 29 ]                             |
| 2015 | Hidan no Aria AA                                   | Takashi Kawabata                                                          | Doga Kobo                                | Director de episodio (#3)                                                                                      | [ 30 ]                             |
| 2016 | Sangatsu no Lion                                   | Akiyuki Shinbo Kenjirō Okada                                              | Shaft                                    | Director de la serie Director de episodios (#1, 22) Guionista gráfico (#11)                                    | [ 3 ] [ 31 ] [ 32 ]                |
| 2017 | Sangatsu no Lion 2nd Season                        | Akiyuki Shinbo Kenjirō Okada                                              | Shaft                                    | Director de la serie Director de episodios (#9, 22) Guionista gráfico (#9)                                     | [ 33 ] [ 34 ] [ 35 ]               |
| 2018 | Fate/Extra: Last Encore                            | Akiyuki Shinbo Yukihiro Miyamoto                                          | Shaft                                    | Director de episodio (#13)                                                                                     | [ 36 ]                             |
| 2019 | Zoku owarimonogatari                               | Akiyuki Shinbo                                                            | Shaft                                    | Director de episodio (#3) Guionista gráfico (#3)                                                               | [ 37 ]                             |
| 2020 | Magia Record: Puella Magi Madoka Magica Side Story | Doroinu Kenjirō Okada Varios                                              | Shaft                                    | Director (#2–3, 6–7) Guionista gráfico (#3) Director de episodios (#3, 7, 12)                                  | [ 38 ] [ 39 ] [ 40 ] [ 41 ] [ 42 ] |
| 2020 | Nami yo Kiite Kure                                 | Tatsuma Minamikawa                                                        | Sunrise                                  | Guionista gráfico (#3)                                                                                         | [ 43 ]                             |
| 2020 | Assault Lily Bouquet                               | Shōji Saeki Hajime Ōtani                                                  | Shaft                                    | Director de episodio (#9) Guionista gráfico (#9)                                                               | [ 44 ]                             |
| 2021 | Bishōnen Tanteidan                                 | Akiyuki Shinbo Hajime Ōtani                                               | Shaft                                    | Director asistente Director de episodios (#1, 8, 12) Guionista gráfico (#4, 8)                                 | [ 45 ] [ 46 ] [ 47 ]               |
| 2022 | RWBY: Hyousetsu Teikoku                            | Toshimasa Suzuki Kenjirō Okada                                            | Shaft                                    | Director jefe Director de episodios (#3, 8, 12) Guionista gráfico (#5)                                         | [ 48 ]                             |
| 2023 | Horimiya: Piece                                    | Masashi Ishihama                                                          | CloverWorks                              | Director de episodio (#3) Guionista gráfico (#3)                                                               | [ 49 ]                             |
| 2024 | Kuroshitsuji: Kishuku Gakkō-hen                    | Kenjirō Okada                                                             | CloverWorks                              | Director Director de episodios (#1, 11) Guionista gráfico (#1, 11)                                             | [ 50 ]                             |
| 2025 | Kuroshitsuji: Midori no Majo-hen                   | Kenjirō Okada                                                             | CloverWorks                              | Director | [ 51 ]                             |

### ONAs
| Año  | Título           | Director(es)                    | Estudio | Funciones                      | Refs.  |
| ---- | ---------------- | ------------------------------- | ------- | ------------------------------ | ------ |
| 2016 | Koyomimonogatari | Akiyuki Shinbo Tomoyuki Itamura | Shaft   | Director de episodios (#11–12) | [ 52 ] |

### Películas
| Año  | Título                      | Director(es)  | Estudio | Funciones          | Refs.  |
| ---- | --------------------------- | ------------- | ------- | ------------------ | ------ |
| 2020 | Joze to Tora to Sakanatachi | Kōtarō Tamura | Bones   | Director de unidad | [ 53 ] |

### Videojuegos
Destaca roles con tareas de dirección de series.
| Año  | Título                | Director(es)                                 | Estudio | Funciones                                  | Refs.  |
| ---- | --------------------- | -------------------------------------------- | ------- | ------------------------------------------ | ------ |
| 2017 | Magia Record (Arco I) | Yukihiro Miyamoto Hajime Ōtani Kenjirō Okada | Shaft   | Director de cinemática y guionista gráfico | [ 54 ] |